# Arapuá
Arapuá is een gemeente in de Braziliaanse deelstaat Minas Gerais. De gemeente telt 2.778 inwoners (schatting 2009).

## Aangrenzende gemeenten
De gemeente grenst aan Carmo do Paranaíba, Matutina, Rio Paranaíba en Tiros.